# 발렌타인 챔피언십
발렌타인 챔피언십(Ballantine's Championship)은 2008년부터 2014년까지 진행된 골프 대회이다. 2008년부터 2010년까지 대한민국 제주특별자치도에서 진행되었으며, 2014년에는 싱가포르에서 개최되었다.